# Рекнагель, Хельмут
Хельмут Рекнагель (нем. Helmut Recknagel; род. 20 марта 1937 года) — восточногерманский прыгун с трамплина. Олимпийский чемпион, чемпион мира. Трёхкратный победитель Турне четырёх трамплинов.

## Карьера
На международной арене Хельмут Рекнагель дебютировал в 1956 году. Два года спустя выиграл два австрийских этапа Турне четырёх трамплинов и выиграл общий зачёт, став первым немцем, выигравшим Турне. В следующем сезоне был в шаге от того, чтобы завоевать «Большой шлем» Турне, но проиграл этап в Бишофсхофене австрийцу Вальтеру Хаберсаттеру, что не помешало Рекнагелю стать первым многократным победителем турнира.
В 1960 году на Олимпийских играх в Скво-Вэлли Рекнагель выиграл золотую медаль в соревновании прыгунов, выступая за Объединённую немецкую команду. Свою золотую медаль он отправил польскому прыгуну Ждиславу Гринивецкому, который был одним из фаворитов Олимпиады, но за месяц до неё получил тяжёлую травму, которая приковала его к инвалидному креслу. Также в 1960 году Рекнагель получил Холменколленскую медаль, став первым немцем, удостоившимся этой чести. В 1961 году третий раз выиграл Турне четырёх трамплинов. Лишь в 1996 году его рекорд превзошёл Йенс Вайсфлог, победивший на своём четвёртом Турне.
На чемпионате мира 1962 года в польском Закопане немец выиграл две медали, в том числе «золото» на большом трамплине.
В 1964 году Рекнагель не смог защитить звание чемпиона на Олимпиаде, став шестым на нормальном трамплине и седьмым на большом. После этого завершил спортивную карьеру.
Кавалер ордена «За заслуги перед Отечеством» 2-й степени (1960).